# Circondario di Döbeln
Il circondario di Döbeln (ted. Landkreis Döbeln)  era un circondario tedesco, fu istituito nel 1990 e soppresso nel 2008. Era parte del Land della Sassonia; la sede amministrativa era posta nella città di Döbeln.

## Storia
Il circondario di Döbeln (Landkreis Döbeln) fu creato nel 1990.
Il 1º agosto 2008 fu unito con i circondari di Freiberg e Mittweida, a formare il nuovo circondario della Sassonia centrale.

## Suddivisione (al 31 luglio 2008)
Originariamente composto da 39 comuni, nel corso degli anni tramite fusioni ed incorporazioni il numero di comuni calò a 13.

### Città
- Hartha
- Leisnig

### Comuni
- Bockelwitz
- Großweitzschen
- Mochau

### Comunità amministrative
- Verwaltungsgemeinschaft Döbeln, con i comuni:
  - Döbeln (città)
  - Ebersbach
- Verwaltungsgemeinschaft Ostrau, con i comuni:
  - Ostrau
  - Zschaitz-Ottewig
- Verwaltungsgemeinschaft Roßwein, con i comuni:
  - Roßwein (città)
  - Niederstriegis
- Verwaltungsgemeinschaft Waldheim, con i comuni:
  - Waldheim (città)
  - Ziegra-Knobelsdorf